# 트렌트 세인스버리
트렌트 루커스 세인스버리(영어: Trent Lucas Sainsbury, 1992년 1월 5일 ~ )는 오스트레일리아의 축구 선수이다. 현재 카타르 스타스 리그 알와크라에서 뛰고있다.

## 수상

### 클럽
센트럴코스트 매리너스 FC
A-리그 프리미어십: 2011-12
A-리그 챔피언십:2012-13
PEC 즈볼러
KNVB컵: 2013-14
요한 크라위프 스할: 2014
 오스트레일리아
- AFF U-16 챔피언십 : 우승 (2008)
- AFC 아시안컵 : 우승 (2015)

개인
- AFC 아시안컵 드림팀 : 2015
- 2015년 AFC 아시안컵 맨 오브 더 매치 : vs. 대한민국 (결승전)